# Álex Jiménez
Alejandro "Alex" Jiménez Sánchez (Madrid, 8 mei 2005) is een Spaans voetballer die onder contract ligt bij AC Milan.

## Clubcarrière
Jiménez startte z'n jeugdopleiding in Talavera de la Reina, waar hij voor Talavera CF en UD Talavera speelde. In 2012 maakte hij de overstap naar de jeugdopleiding van Real Madrid, waar hij aanvankelijk opviel als aanvaller maar vervolgens werd omgeschoold tot rechtsbuiten en uiteindelijk tot vleugelverdediger. In het seizoen 2021/22 speelde hij drie wedstrijden in de UEFA Youth League, waarin Real Madrid zich in de achtste finale liet uitschakelen door stadsgenoot Atlético Madrid. Op het einde van het seizoen brak Real Madrid het contract van Jiménez, die kon rekenen op interesse van Bayern München en Chelsea FC, open tot 2027.
Op 2 oktober 2022 maakte hij z'n officiële debuut voor Real Madrid Castilla, het beloftenelftal van de club dat toen uitkwam in de Primera Federación: in de competitiewedstrijd tegen AD Alcorcón (4-1-nederlaag) mocht hij nog voor het halfuur invallen als gevolg van de blessure van Vinícius Tobias. Jiménez kwam dat seizoen niet verder dan zeven competitiewedstrijden voor Real Madrid Castilla, waarvan slechts twee als basisspeler. In juli 2023 leende Real Madrid hem dan ook voor een seizoen uit aan AC Milan, dat hem niet per se voor het eerste elftal haalde. Jiménez begon er inderdaad het seizoen met het U19-elftal in de Campionato Primavera 1 en de UEFA Youth League, maar na de jaarwisseling kreeg hij ook zijn kans in het eerste elftal. Op 2 januari 2024 liet Stefano Pioli hem starten in de bekerwedstrijd tegen Cagliari Calcio, die Milan met 4-1 won. Vijf dagen later mocht hij in de competitiewedstrijd tegen Empoli FC (0-3-winst) nog voor de rust invallen voor de geblesseerde Alessandro Florenzi. Jiménez klokte op het einde van het seizoen af op vijf officiële wedstrijden voor het eerste elftal van Milan: drie in de competitie (na de lange invalbeurt tegen Empoli nog korte invalbeurten tegen AS Roma en SSC Napoli) en twee in de Coppa Italia (na de basisplaats tegen Cagliari volgde in de kwartfinale nog een basisplaats tegen Atalanta Bergamo).
Na afloop van het seizoen 2023/24 maakt Jiménez op definitieve basis de overstap naar Milan. De Italiaanse club telde vijf miljoen euro neer voor Jiménez, een bedrag dat door bonussen nog kan oplopen tot zeven miljoen euro.
2 Calabria  ·
4 Bennacer ·
7 Giménez ·
8 Loftus-Cheek ·
9 Jović ·
10 Leão ·
11 Pulisic ·
14 Reijnders ·
16 Maignan ·
17 Okafor ·
18 Zeroli ·
19 Hernández ·
20 Jiménez ·
21 Chukwueze ·
22 Emerson ·
23 Tomori ·
24 Florenzi ·
28 Thiaw ·
29 Fofana ·
31 Pavlović ·
42 Terracciano ·
46 Gabbia ·
57 Sportiello ·
80 Musah ·
90 Abraham ·
96 Torriani ·
Coach: Fonseca
· Assistent-coach: Ferreira